# Gherla
Gherla [ˈɡerla] (maďarsky Szamosújvár, německy Neuschloss), dříve Armenopolis je město v Rumunsku v župě Kluž. Nachází se asi 41 km severovýchodně od Kluže a asi 435 km severozápadně od Bukurešti. V roce 2011 žilo v Gherle 20 982 obyvatel, z nichž 76 % bylo rumunské národnosti, 16,4 % maďarské národnosti a 3,5 % romské národnosti.
Městem protéká řeka Someșul Mic, jedna ze zdrojnic řeky Someș. K městu náleží rovněž vesnice Băița, Hășdate a Silivaș. Prochází zde rychlostní silnice DN1C, která je součástí evropské silnice E576.
První písemná zmínka o městě pochází z roku 1291, kdy je zmiňováno jako Gherlahida.